# ادوار درومون
ادوار درومون (به فرانسوی: Édouard Drumont) (زادهٔ ۳ مهٔ ۱۸۴۴ — درگذشتهٔ ۵ فوریه ۱۹۱۷) روزنامه‌نگار، نویسنده فرانسوی و بنیانگذار روزنامه ضدیهودی حرف آزاد در ۱۸۹۲ میلادی بود.